# North Island Princess
Die North Island Princess ist eine Fähre der kanadischen Reederei BC Ferries. Die 1958 gebaute Fähre ist eine der ältesten der Reederei. Sie wurde im Juni 2020 durch die Island Aurora ersetzt und anschließend außer Dienst gestellt.

## Geschichte
Die Fähre wurde unter der Baunummer 72 auf der Werft Allied Shipbuilders in North Vancouver für die Reederei Coast Ferry gebaut. Die Fertigstellung erfolgte im März 1958. Die Fähre kam als Island Princess in Fahrt und wurde zwischen Kelsey Bay, damals das nördliche Ende des Highway 19 auf Vancouver Island, und Port Hardy, Port McNeill, Sointula auf Malcolm Island und Port Alice auf Vancouver Island eingesetzt.
Als BC Ferries 1969 Coast Ferries übernahm, kam das Schiff zu BC Ferries. Aufgrund der geringen Kapazität der Fähre, ließ BC Ferries sie 1971 vom Burrard Dry Dock in North Vancouver umbauen. Dabei wurde die Fähre verlängert und verbreitert und der Rumpf zu einem Katamaran umgebaut sowie die Antriebsanlage erneuert.
1974 wurde das Schiff in North Island Princess umbenannt. Hintergrund der Umbenennung war eine Bitte der Peninsular and Oriental Steam Navigation Company, die für ihre Kreuzfahrtsparte P&O Princess Cruises die Island Venture gekauft hatte, die sie unter dem Namen Island Princess betreiben wollte. Da zu der Zeit die Fähre von BC Ferries noch im britischen Schiffsregister eingetragen war, hätte sich mit dem dann ebenfalls unter britischer Flagge fahrenden Kreuzfahrtschiff eine Namenskollision ergeben.
1977 übernahm das British Columbia Ministry of Transportation and Highways den Betrieb der Fährlinie. Nach dem Weiterbau des Highway 19 wurde die Fährlinie von Kelsey Bay Ende Februar 1979 eingestellt. Die Fähre wurde seitdem auf der Strecke zwischen Powell River und Blubber Bay auf Texada Island eingesetzt, seit 1985 wieder von BC Ferries. Im Juni 2020 wurde sie außer Dienst gestellt.
2003 wurde die Fähre überholt, um weitere zehn Jahre genutzt werden zu können. Dabei wurden auch die Antriebsmotoren ersetzt.

## Technische Daten
Die Fähre wird von zwei MTU-Dieselmotoren mit 1609 PS Leistung angetrieben. Die Motoren wirken über Getriebe auf zwei Festpropeller.
Die Fähre verfügt über ein durchlaufendes Fahrzeugdeck, das im mittleren Bereich von den Decksaufbauten überbaut ist. Die Durchfahrtshöhe beträgt im mittleren Bereich 4,2 Meter, auf den beiden seitlichen Fahrspuren 2,2 Meter. Die Fähre kann 38 Pkw befördern und ist für insgesamt 150 Personen zugelassen.